# Sautso
Sautso (en sami septentrional, Čávžu) és un canyó situat al municipi d'Alta (Noruega). És el canyó més llarg del nord d'Europa.
Té una llargada d'uns deu quilòmetres i una profunditat d'entre 300-420 metres. El desnivell entre el punt més alt, Finnmarksvidda, fins al més baix, el nivell del riu, és d'uns 350 metres.
Va formar-se amb el pas del riu Alta a través de les roques. A les parets laterals del canyó es poden observar diverses capes de sediments cambrians i precambrians sota una coberta de gres.